# Finlands nationalfilmografi
Finlands nationalfilmografi, på finska Suomen kansallisfilmografia, är ett på 1980-talet påbörjat finskspråkigt uppslagsverk över långfilmer producerade i Finland från 1907 till år 2000. Det har utgivits av förlaget Edita i samarbete med Finlands filmarkiv och omfattar 12 band. Huvudredaktörer har varit Kari Uusitalo och för band 9-12 Sakari Toiviainen. Finlands filmarkiv bytte 1.1 2008 namn och heter numera Nationella audiovisuella arkivet (Kavi).

## Delar
- 1-12 hela verket, ISBN 951-37-3832-9 och ISBN 951-860-973-X

- 1 (1907-1935), 2002, 690 sidor, ISBN 951-37-1901-4
- 2 (1936-1941), 2002, 799 sidor, ISBN 951-37-1582-5
- 3 (1942-1947), 2002, 735 sidor, ISBN 951-37-1019-X
- 4 (1948-1952), 2002, 654 sidor, ISBN 951-37-0575-7
- 5 (1953-1956), 1989, 574 sidor, ISBN 951-861-206-4
- 6 (1957-1961), 2002, 674 sidor, ISBN 951-37-0116-6
- 7 (1962-1970), 2002, 797 sidor, ISBN 951-37-2218-X
- 8 (1971-1980), 2002, 664 sidor, ISBN 951-37-2676-2
- 9 (1981-1985), 2000, 627 sidor, ISBN 951-37-2677-0
- 10 (1986-1990), 2002, 715 sidor, ISBN 951-37-2678-9
- 11 (1991-1995), 2004, 781 sidor, ISBN 951-37-3969-4
- 12 (1996-2000), 2005, 868 sidor, ISBN 951-37-3970-8